# Willi Pagelsdorf junior
Willi Karl Louis Pagelsdorf (* 27. September 1922 in Hannover; † vor dem 30. Dezember 1998 in der Region Hannover) war ein deutscher Rugbyspieler.

## Leben
Willi Pagelsdorf junior war ein Enkel des noch mit zwei f geschriebenen Genossenschaftlers Karl Pagelsdorff (* 5. Februar 1870 in Stargard; † 2. März 1935 in Hannover), ein Sohn des Rugbyspielers Wilhelm Pagelsdorf (* 1. August 1899; Fußballclub Schwalbe von 1899) und dessen Ehefrau Minna „Mimi“ Pagelsdorf, geborene Aschoff, Onkel des späteren Fußballtrainers Frank Pagelsdorf und der Allroundsportlerin Angelika Pagelsdorf.
Willi Pagelsdorf junior erwarb durch sein Spiel zahlreiche Titel, zunächst als Spieler beim SC Germania List, später beim TSV Victoria Linden (Deutscher Meister 1951–1953).
Aufgrund seiner Leistungen ehrte der deutsche Bundespräsident Willi Pagelsdorf junior schließlich mit der Verleihung des Silbernen Lorbeerblattes am 7. Juni 1953 für die drei deutschen Rugbymeisterschaften von 1951 bis 1953. Er verunglückte bei einer Autofahrt von Hannover nach Bad Pyrmont tödlich.